# Вулиця Височана (Львів)
Вулиця Височа́на — вулиця у Личаківському районі міста Львів, у місцевості Підзамче. Пролягає від вулиці Богдана Хмельницького до вулиці Метлинського. Прилучаються вулиці Туркменська та Навої.
З 1933 року вулиця мала назву Монопольна. Сучасна назва — з 1963 року, на честь одного з ватажків селянського повстання в Галичині під час наступу військ Богдана Хмельницького у 1648 році Семена Височана.
До вулиці приписаний лише один будинок — № 7.